# Hägerstensåsen
Hägerstensåsen – dzielnica (stadsdel) Sztokholmu, położona w jego południowej części (Söderort) i wchodząca w skład stadsdelsområde Hägersten-Liljeholmen. Graniczy z dzielnicami Västertorp, Hägersten, Midsommarkransen, Västberga i Solberga.
Według danych opublikowanych przez gminę Sztokholm, 31 grudnia 2020 r. Hägerstensåsen liczyło 7680 mieszkańców. Powierzchnia dzielnicy wynosi 0,87 km².
Hägerstensåsen jest jedną ze stacji na czerwonej linii (T14) sztokholmskiego metra.